# Louis Pierre Louvel
Louis Pierre Louvel (Versailles, 1783. október 7. – Párizs, 1820. június 7.) francia nyeregkészítő volt, aki meggyilkolta Károly Ferdinánd francia királyi herceget.

## Élete
Apja Jean-Pierre Auguste Louvel rövidárukkal kereskedett. Anya Françoise Montier volt. Nyeregkészítőként a legprofesszionálisabbnak számított a szakmában. 1806-tól a császári hadsereg tüzérségénél szolgált, s bekerült a császári gárda főzászlóaljához is. Napóleon első száműzetésekor a királyi istállóknál kapott munkát nyergesként.

## A merénylet
Louvel bonapartista érzelmű nyeregkészítő volt, akit annyira elkeserített a Bourbon-restauráció, hogy elhatározta, meggyilkolja a királyi család tagjait. 1814. áprilisában egy tőrrel megpróbált XVIII. Lajos francia király közelébe kerülni, de ez nem sikerült. Hat év múlva, 1820. február 13-án a párizsi opera, a Rue de Richelieu-n álló salle Montansier előtt várakozott, és amikor Károly Ferdinánd, Berry hercege feleségét a hintójához kísérte, kését mellkasa jobb oldalába szúrta. A herceg egész éjjel haldoklott, és csak másnap reggel hunyt el. Haláltusája során kegyelmet kért támadójának.
A merénylőt azonnal őrizetbe vették. Louvel, bármiféle érzelmek kimutatása nélkül, azt mondta kihallgatásán, hogy egyedül, segítség nélkül cselekedett, a herceggel semmilyen személyes vitája nem volt, azért ölte meg, mert az egész családját árulónak tekinti. Louvel azt is elárult, hogy már 1814-ben akart merényletet elkövetni XVIII. Lajos ellen Calaisban, amikor az visszatért Franciaország trónjára.
A férfit halálra ítélték, és 1820. június 7-én Párizsban nyaktilóval lefejezték.
François-René de Chateaubriand úgy vélte, hogy Louvel egy magányos fanatikus volt, nem volt semmilyen titkos társaság vagy összeesküvés tagja, csak egy szürke, elhanyagolt, mogorva remete.